# Waśki (gromada)
Waśki – dawna gromada, czyli najmniejsza jednostka podziału terytorialnego Polskiej Rzeczypospolitej Ludowej w latach 1954–1972.
Gromady, z gromadzkimi radami narodowymi (GRN) jako organami władzy najniższego stopnia na wsi, funkcjonowały od reformy reorganizującej administrację wiejską przeprowadzonej jesienią 1954 do momentu ich zniesienia z dniem 1 stycznia 1973, tym samym wypierając organizację gminną w latach 1954–1972.
Gromadę Waśki z siedzibą GRN w Waśkach utworzono – jako jedną z 8759 gromad – w powiecie hajnowskim w woj. białostockim, na mocy uchwały nr 16/V WRN w Białymstoku z dnia 4 października 1954. W skład jednostki weszły obszary dotychczasowych gromad Chrabostówka, Rybaki i Waśki oraz miejscowość Hajdukowszczyzna z dotychczasowej gromady Makówka ze zniesionej gminy Narew, a także obszar dotychczasowej gromady Krzywiec ze zniesionej gminy Łosinka w tymże powiecie. Dla gromady ustalono 11 członków gromadzkiej rady narodowej.
31 grudnia 1959 gromadę Waśki zniesiono, włączając jej obszar do gromad Narew (wsie Waśki, Chrobostówka i Rybaki, przysiółki Podwaśki, Cimochy, Hajdakowszczyzna i Gramotne oraz obszar lasów państwowych N-ctwa Lacka Puszcza obejmujący oddziały 1—79) i Łosinka (wieś Krzywiec i przysiółek Straszczyzn).